# Салита-Рјола (Парма)
Салита-Рјола је насеље у Италији у округу Парма, региону Емилија-Ромања.
Према процени из 2011. у насељу је живело 504 становника. Насеље се налази на надморској висини од 154 м.